# Política da Cornualha
Cornualha é administrada como um condado do Sudoeste da Inglaterra, cuja política é influenciada por uma série de questões que o tornam distinto do cenário político geral no Reino Unido mais amplo e das tendências políticas dos condados vizinhos. Sua posição na periferia geográfica da ilha da Grã-Bretanha também é um fator.
Cornualha compartilha algumas das questões políticas das outras nações celtas, em particular o País de Gales, e existe um movimento notável buscando maiores poderes de autogoverno dentro do Reino Unido, semelhante ao alcançado no País de Gales. A política da Cornualha também é definida por sua relação histórica entre os Democratas Liberais (e anteriormente o Partido Liberal) e o Partido Conservador.
A política da Cornualha foi ditada em parte por sua geografia e história. Ela fica em uma península no sudoeste da Inglaterra, e sua cidade-condado, Truro, fica a 230 milhas (370 km) do Parlamento do Reino Unido em Londres. Suas principais indústrias - pesca, agricultura e vários tipos de mineração - estão em declínio há muito tempo. Em 2013, o valor bruto adicionado do condado foi o quarto mais baixo de qualquer condado cerimonial na Inglaterra. No entanto, Cornualha é atraente para turistas e para pessoas que buscam se mudar para a área para viver. Portanto, há tensões no mercado imobiliário entre as demandas de migrantes que chegam à área e as necessidades da população local.